# Kisantus tridens
Kisantus tridens är en mångfotingart som beskrevs av Carl Graf Attems 1937. Kisantus tridens ingår i släktet Kisantus och familjen Chelodesmidae. Inga underarter finns listade i Catalogue of Life.